# أنقليس ثعباني نابليوني
أنقليس ثعباني نابليوني (الاسم العلمي: Ophichthus bonaparti) هو نوع من الأنقليس، يتبع فصيلة الأنقليس الثعباني.